# バニア・イシイ
バニア・ユキエ・イシイ（Vânia Yukie Ishii、日本名：石井 幸恵〈いしい ゆきえ〉、1973年8月19日- ）はサンパウロ出身の日系ブラジル人の女子柔道家。父親はミュンヘンオリンピックの銅メダリストであるチアキ・イシイ。

## 来歴
姉のタニア・イシイ（千惠、オリンピアン、柔道家）の影響で柔道を熱心にやろうとタニアと同じサンパウロ大学体育学部に進む。在学中の1993年から1994年、日本のコマツに留学。コマツ女子柔道部の全日本実業柔道団体対抗大会2連覇に貢献し2度優秀選手賞を獲得。
千葉市幕張イベントホールでの1995年世界柔道選手権大会にブラジル代表で出場。姉のルイザ（美恵）がホテルマンを目指しJICA留学生として研修していた会場から徒歩10分ほどの幕張プリンスホテル（のちのアパホテル&リゾート東京ベイ幕張）に応援の母恵子、姉のルイザ、タニア、アメリカ代表監督として来日していたタニアの夫のマイク・スウェイン、その娘ソフィアとイシイファミリーが集結。父チアキはブラジルに留守番でいなかったが朝日新聞に取りあげられた。
1999年のパンアメリカン競技大会の柔道63kg以下級で金メダルを獲得した。
2000年のシドニーオリンピック、2004年のアテネオリンピックに連続出場している。